# Воєнушкін Сергій Федорович
Сергій Федорович Воєнушкін (нар. 26 листопада 1929, село Красная Слобода, тепер Спаського району Татарстану, Російська Федерація — 15 лютого 2012, місто Москва) — радянський діяч, міністр промисловості будівельних матеріалів Російської РФСР, міністр промисловості будівельних матеріалів СРСР. Член Центральної Ревізійної Комісії КПРС у 1986—1990 роках. Депутат Верховної ради РРФСР 11-го скликання. Кандидат економічних наук (1976).

## Життєпис
Народився в родині службовця.
У 1947—1951 роках — студент Карело-Фінського державного університету в Петрозаводську, геолог.
Член ВКП(б) з 1951 року.
У 1952—1954 роках — начальник геологорозвідувальних партій Північно-Західного геологічного управління Міністерства геології СРСР. У 1954—1958 роках — начальник геологорозвідувальних партій в Монгольській Народній Республіці.
У 1958—1963 роках — заступник начальника, начальник Управління промисловості будівельних матеріалів Ради народного господарства (раднаргоспу) Карельського економічного адміністративного району. У 1963—1965 роках — начальник Управління промисловості будівельних матеріалів Ради народного господарства (раднаргоспу) Північно-Західного економічного району в Петрозаводську.
У 1965—1966 роках — начальник Головного управління неметалорудної промисловості і член колегії Міністерства промисловості будівельних матеріалів Російської РФСР.
У 1966—1970 роках — заступник начальника, начальник Головного управління неметалорудної промисловості Міністерства промисловості будівельних матеріалів СРСР. У 1970—1975 роках — начальник планово-економічного управління і член колегії Міністерства промисловості будівельних матеріалів СРСР.
У 1975—1979 роках — 1-й заступник міністра промисловості будівельних матеріалів Російської РФСР.
4 грудня 1979 — 15 липня 1985 року — міністр промисловості будівельних матеріалів Російської РФСР.
15 липня 1985 — 27 червня 1989 року — міністр промисловості будівельних матеріалів СРСР.
З липня 1989 року — персональний пенсіонер союзного значення в Москві.
Помер 15 лютого 2012 року в Москві. Похований на Троєкурівському цвинтарі.

## Нагороди і звання
- орден Трудового Червоного Прапора
- орден «Знак Пошани»
- медалі
- Заслужений будівельник РРФСР (1979)